# Abramovita
La abramovita es un raro mineral de la clase de los sulfuros. Recibe su nombre en honor al mineralogista ruso Dmitri Vadímovitx Abramov (1963-) del Museo de Mineralogía A.E. Fersman de Rusia. Fue descubierto en el campo de fumarolas del volcán Kudryavy, en la isla Iturup, al sur de las Islas Kuriles de Rusia.

## Características químicas
La abramovita es un mineral de plomo, estaño, indio, bismuto y azufre. Químicamente es una sulfosal de fórmula química Pb2SnInBiS7. Su color es negro, y su dureza y densidad aún no están determinadas. Cristaliza en el sistema triclínico formando agregados metálicos de menos de 1 mm. o incrustaciones. Forma parte del grupo de minerales de la cilindrita.
Según la clasificación de Nickel-Strunz, la abramovita pertenece a "02.HF: sulfosales del arquetipo SnS, con SnS y unidades de estructura del arquetipo PbS" junto con los siguientes minerales: vrbaíta, cilindrita, franckeíta, incaíta, levyclaudita, potosiíta, coiraíta y lengenbachita.

## Formación y yacimientos
El abramovita se forma por precipitación de los gases de las fumarolas que salen a 600 °C de los estratovolcanes. Suele encontrarse asociada a otros minerales como: wurtzita, silvita, halita, galena y anhidrita.